# Laevicephalus mexicanus
Laevicephalus mexicanus är en insektsart som beskrevs av Ross och Hamilton 1972. Laevicephalus mexicanus ingår i släktet Laevicephalus och familjen dvärgstritar. Inga underarter finns listade i Catalogue of Life.